# جون مولو
جون مولو (بالإنجليزية: John Molo)‏ هو عازف جاز أمريكي، ولد في 5 ديسمبر 1953 في بيثيسدا في الولايات المتحدة.

## وصلات خارجية
- جون مولو على موقع ميوزك برينز (الإنجليزية)
- جون مولو على موقع ديسكوغز (الإنجليزية)